# ریتا فلین
ریتا فلین (انگلیسی: Rita Flynn؛ ‏ ۱۶ اوت ۱۹۰۵ – ۳۱ دسامبر ۱۹۷۳) بازیگر اهل ایالات متحده آمریکا بود.
از فیلم‌هایی که وی در آن‌ها نقش داشته است، می‌توان به گیرایی و وسوسه هالیوود، مهمان ناخوانده هالیوود، شهبانوی هالیوود، سه دختر هالیوودی، بخت هالیوودی، روشنایی‌های هالیوود و دشمن مردم اشاره نمود.